# Cò Nòi
Cò Nòi là một xã thuộc huyện Mai Sơn, tỉnh Sơn La, Việt Nam.
Xã Cò Nòi có diện tích 94,35 km², dân số năm 1999 là 13.649 người, mật độ dân số đạt 145 người/km².